# شون تان
شون تان (بالإنجليزية: Shaun Tan) (و. 1974  م) هو كاتب، وكاتب للأطفال، وراسم، ورسام توضيحي، ومخرج أفلام، وفنان قصص مصورة، ورسام رسوم متحركة أسترالي، ولد في فريمانتل.

## التعليم
تعلم في جامعة ويسترن أستراليا.

## جوائز وترشيحات
حصل على جوائز منها:
- جائزة أستريد ليندغرين التذكارية [الإنجليزية]‏ (2011)
- جائزة الأوسكار لأفضل فيلم رسوم متحركة قصير، عن عمل: The Lost Thing  [لغات أخرى]‏
- جائزة ديتمار [الإنجليزية]‏
- Dromkeen Medal [الإنجليزية]‏
- Hugo Award for Best Professional Artist [الإنجليزية]‏.
- ال. رون هوبارد مسابقة رسامي المستقبل: أول أسترالي يفوز بالجائزة.[14]
- جائزة ديتمار، العمل الفني، الفائز بجائزة إيدولون العدد 19 (الغلاف).[15]
- جائزة الخيال العالمي لأفضل فنان، القائمة النهائية:[16] مجلس كتاب الأطفال في أستراليا، كتاب العام المصور، الفائز بها عن كتاب ”سيكادا“[17]

ترشح لـ:
- جائزة الأوسكار لأفضل فيلم رسوم متحركة قصير، عن عمل: The Lost Thing  [لغات أخرى]‏.

## وصلات خارجية
- شون تان على موقع IMDb (الإنجليزية)
- شون تان على موقع مونزينجر (الألمانية)
- شون تان على موقع قاعدة بيانات الفيلم (الإنجليزية)
- شون تان في قاعدة بيانات الأفلام على الإنترنت